# Pseudonaja
Pseudonaja – rodzaj jadowitych węży z rodziny zdradnicowatych (Elapidae).

## Zasięg występowania
Rodzaj obejmuje gatunki występujące na Nowej Gwinei i w Australii. 

## Systematyka

### Etymologia
- Pseudonaja: gr. ψευδος pseudos „fałszywy”[9]; rodzaj Naja Laurenti, 1768.
- Euprepiosoma: gr. ευπρεπεια euprepeia „okazałość, piękny”[10]; σωμα sōma, σωματος sōmatos „ciało”[11]. Gatunek typowy: Furina textilis A.M.C. Duméril, Bibron & A.H.A. Duméril, 1854.
- Dugitophis: ang. dugite „nibykobra”; gr. οφις ophis, οφεως opheōs „wąż”[4]. Gatunek typowy: Pseudonaja affinis Günther, 1872.
- Notopseudonaja: gr. νοτος notos „południe”; rodzaj Pseudonaja Günther, 1858[5]. Gatunek typowy: Cacophis modesta Günther, 1872.
- Placidaserpens: łac. placidus „cichy, spokojny, łagodny”, od placere „zadowolić”; serpens, serpentis „wąż”, od serpere „pełzać”, od gr. ἑρπω herpō „pełzać”[6]. Gatunek typowy: Demansia guttata H.W. Parker, 1926.

### Podział systematyczny
Do rodzaju należą następujące gatunki:
- Pseudonaja affinis
- Pseudonaja aspidorhyncha
- Pseudonaja guttata
- Pseudonaja inframacula
- Pseudonaja ingrami
- Pseudonaja mengdeni
- Pseudonaja modesta
- Pseudonaja nuchalis – nibykobra brunatna[12]
- Pseudonaja textilis